# Todd County, South Dakota
Todd County är ett administrativt område i delstaten South Dakota, USA. År 2010 hade countyt 9 612 invånare. Den administrativa huvudorten (county seat) är Mission.

## Geografi
Enligt United States Census Bureau har countyt en total area på 3 602 km². 3 595 km² av den arean är land och 7 km² är vatten.

### Angränsande countyn
- Mellette County, South Dakota - nord
- Tripp County, South Dakota - öst
- Cherry County, Nebraska - syd
- Bennett County, South Dakota - väst